# Rachel Griffiths
Rachel Anne Griffiths (ur. 18 grudnia 1968 w Melbourne) – australijska aktorka i reżyser filmowa.

## Kariera
Griffiths zdobyła popularność rolą w filmie Wesele Muriel (Muriel's Wedding) z 1994. Kolejną ważną rolą w jej karierze była postać Hilary, siostry znanej wiolonczelistki Jacqueline du Pré, w filmie Hilary i Jackie (Hilary and Jackie) z 1998. Za tę rolę była nominowana do Oscara w kategorii najlepsza aktorka drugoplanowa. Rachel Griffiths wystąpiła w wielu amerykańskich produkcjach, co wymagało od niej opanowania amerykańskiego akcentu. W innym filmie Duża mała Ania (Very Annie Mary) z 2001 posługuje się bezbłędnie angielskim z walijskim akcentem. Mimo zdobytej popularności w Europie i USA powróciła do rodzinnej Australii, gdzie występuje w wielu rodzimych produkcjach.
Dużą popularność przyniosła jej też rola Brendy Chenowith w serialu Sześć stóp pod ziemią produkowanym przez telewizję HBO. Otrzymała za nią Złoty Glob i dwukrotną nominację do nagrody Emmy. Aktorka nie pojawiła się w czterech odcinkach trzeciej serii serialu z powodu pierwszej ciąży. Jej druga ciąża została wpisana do scenariusza piątego sezonu.

## Życie prywatne
31 grudnia 2002 poślubiła australijskiego artystę Andrew Taylora. Mają trójkę dzieci. Syn Banjo Patrick urodził się 22 listopada 2003 w Melbourne, a córki Adelaide Rose 23 czerwca 2005 w Los Angeles i Clementine Grace 21 czerwca 2009. Adelaide Rose posiada podwójne obywatelstwo: amerykańskie i australijskie.

## Filmografia

### Aktorka
- Secrets (1993) jako Sarah Foster
- The Feds (1993) jako Angela Nraglia
- Wesele Muriel (Muriel's Wedding, 1994) jako Rhonda
- Small Treasures (1995) jako Jane
- Opera u czubków (Cosi, 1996) jako Lucy
- Dzieci rewolucji (Children of the Revolution, 1996) jako Anna
- Więzy miłości (Jude, 1996) jako Arabella
- Zatrzymać przeszłość (To Have and to Hold, 1996) jako Kate
- Mój syn fanatyk (My Son the Fanatic, 1997) jako Bettina
- Mój chłopak się żeni (My Best Friend's Wedding, 1997) jako Samantha Newhouse
- Witajcie w krainie Woop Woop (Welcome to Woop Woop, 1997) jako Sylvia
- Among Giants (1998) jako Gerry
- Gra słów (Divorcing Jack, 1998) jako Lee Cooper
- Hilary i Jackie (Hilary and Jackie, 1998) jako Hilary du Pré
- Odkąd Cię nie ma (Since You've Been Gone, 1998) jako Sally Zalinsky
- Amy (1998) jako Tanya Rammus
- Szansa mojego życia (My myself I, 1999) jako Pamela Drury
- Sześć stóp pod ziemią (Six Feet Under, 2001–2005) jako Brenda Chenowith
- Duża mała Ania (Very Annie Mary, 2001) jako Annie Mary
- Blow (2001) jako Ermine Jung
- Dwa w jednym (Blow Dry, 2001) jako Sandra
- Przygody Tomcio Palucha i Calineczki (The Adventures of Tom Thumb and Thumbelina, 2002) jako Albertine (głos)
- Dokonać zemsty (The Hard Word, 2002) jako Carol
- Debiutant (The Rookie, 2002) jako Lorri Morris
- Showboy (2002) jako ona sama
- Ned Kelly (2003) jako pani Scott
- Po burzy (After the Deluge, 2003) jako Annie
- Chorał (Plainsong, 2004) jako Maggie
- Step Up: Taniec zmysłów (Step Up, 2006) jako dyrektorka Gordon
- Bracia i siostry (Brothers & Sisters, 2006) jako Sarah Walker
- Czas Komanczów (Comanche Moon, 2008) jako Inez Scull
- Beautiful Kate (2009) jako Sally
- Burning Man (2011) jako Miriam
- Podziemie: Historia Juliana Assange’a (2012) jako Christine Assange
- Ratując pana Banksa (2013) jako Ciocia Ellie
- Patrick (2013) jako pielęgniarka Cassidy
- Camp (2013) jako Mackenzie „Mack” Granger
- Paper Giants: Magazine Wars (2013) jako Dulcie Boling
- Przełęcz ocalonych (2016) jako matka

### Aktorka gościnnie
- Police Rescue (1991–1996) jako Shelley
- Był sobie złodziej (Once a Thief, 1997–1998) jako Miranda

## Nagrody
- Złoty Glob Najlepsza aktorka drugoplanowa w miniserialu: 2002: Sześć stóp pod ziemią
- Nagroda Gildii Aktorów Ekranowych Najlepszy zespół aktorski w serialu dramatycznym: 2002 i 2003: Sześć stóp pod ziemią